# Peter Wages

Peter Wages

Peter Wages (* 12. Oktober 1888 in Korschenbroich; † 12. März 1938 in Essen-Borbeck) war ein deutscher Unternehmer und Politiker (Zentrum).

## Leben und Wirken
Wages wurde als Sohn eines Bauunternehmers geboren. Nach dem Besuch der Volksschule und des Gymnasiums in Mönchengladbach, wo er 1910 das Abitur ablegte, studierte Wages Rechtswissenschaften in Bonn. Von 1914 bis 1916 nahm Wages mit dem Infanterieregiment 68 am Ersten Weltkrieg teil. Danach wurde er als untauglich in die Heimat zurückgeschickt. Von Januar 1917 bis zum März 1919 war er an der Handelskammer für den Wuppertaler Industriebezirk Barmen tätig. Neben seiner beruflichen Tätigkeit wurde er 1919 an der Universität Greifswald mit der rechtsvergleichenden Arbeit Die Tierhalterhaftung im mitteleuropäischen Privatrecht zum Dr. jur. promoviert. In den folgenden Jahren arbeitete er als Syndikus für verschiedene wirtschaftliche Verbände in Wuppertal-Barmen. Politisch fand er seine Heimat in der katholisch geprägten Zentrumspartei.
Im Juli 1926 übernahm Wages den Posten des Verbandsdirektors des in Essen niedergelassenen Verbandes Katholisch-Kaufmännischer Vereinigungen Deutschlands.
Bei der Reichstagswahl vom Juli 1932 wurde Wages in den Reichstag gewählt, in dem er fortan den Wahlkreis 23 (Düsseldorf-West) vertrat. Nachdem er bei den folgenden beiden Reichstagswahlen im November 1932 und März 1933 wiedergewählt worden war, gehörte er dem Reichstag bis zu der Wahl vom November 1933 an. Zu den bedeutenden parlamentarischen Ereignissen, an denen Wages während seiner sechzehnmonatigen Abgeordnetenzeit beteiligt war, zählte unter anderem die Abstimmung über das Ermächtigungsgesetz im März 1933, das schließlich auch mit seiner Stimme verabschiedet wurde.

## Schriften
- Die Tierhalterhaftung im mitteleuropäischen Privatrecht. Rechtsvergleichende Darstellung, Greifswald 1921. (Dissertation)